# Wereldkampioenschap voetbal onder 20 - 2011
Het FIFA Wereldkampioenschap voetbal onder 20 - 2011 was de achttiende editie van het Wereldkampioenschap voetbal voor spelers tot 20 jaar, dat van 29 juli 2011 tot en met 20 augustus 2011 in Colombia werd gehouden.
Brazilië veroverde voor de vijfde keer de titel door in de finale na verlenging Portugal te verslaan.

## Stadions
| Armenia                                      | Barranquilla                                                            | Bogotá                                                                  | Cali                                               |
| -------------------------------------------- | ----------------------------------------------------------------------- | ----------------------------------------------------------------------- | -------------------------------------------------- |
| Estadio Centenario Capaciteit: 20.716        | Estadio Metropolitano Roberto Meléndez Capaciteit: 44.569               | Estadio Nemesio Camacho Capaciteit: 36.343                              | Estadio Pascual Guerrero Capaciteit: 33.130        |
|                                              |                                                                         |                                                                         |                                                    |
| Cartagena                                    | · Manizales Cartagena Medellín Pereira Cali Barranquilla Bogotá Armenia | · Manizales Cartagena Medellín Pereira Cali Barranquilla Bogotá Armenia | Manizales                                          |
| Estadio Jaime Morón León Capaciteit: 16.068  | · Manizales Cartagena Medellín Pereira Cali Barranquilla Bogotá Armenia | · Manizales Cartagena Medellín Pereira Cali Barranquilla Bogotá Armenia | Estadio Palogrande Capaciteit: 28.678              |
|                                              | · Manizales Cartagena Medellín Pereira Cali Barranquilla Bogotá Armenia | · Manizales Cartagena Medellín Pereira Cali Barranquilla Bogotá Armenia |                                                    |
| Medellín                                     | · Manizales Cartagena Medellín Pereira Cali Barranquilla Bogotá Armenia | · Manizales Cartagena Medellín Pereira Cali Barranquilla Bogotá Armenia | Pereira                                            |
| Estadio Atanasio Girardot Capaciteit: 40.943 | · Manizales Cartagena Medellín Pereira Cali Barranquilla Bogotá Armenia | · Manizales Cartagena Medellín Pereira Cali Barranquilla Bogotá Armenia | Estadio Hernán Ramírez Villegas Capaciteit: 30,297 |
| Estadio Atanasio Girardot-Medellín           | · Manizales Cartagena Medellín Pereira Cali Barranquilla Bogotá Armenia | · Manizales Cartagena Medellín Pereira Cali Barranquilla Bogotá Armenia |                                                    |

## Gekwalificeerde landen

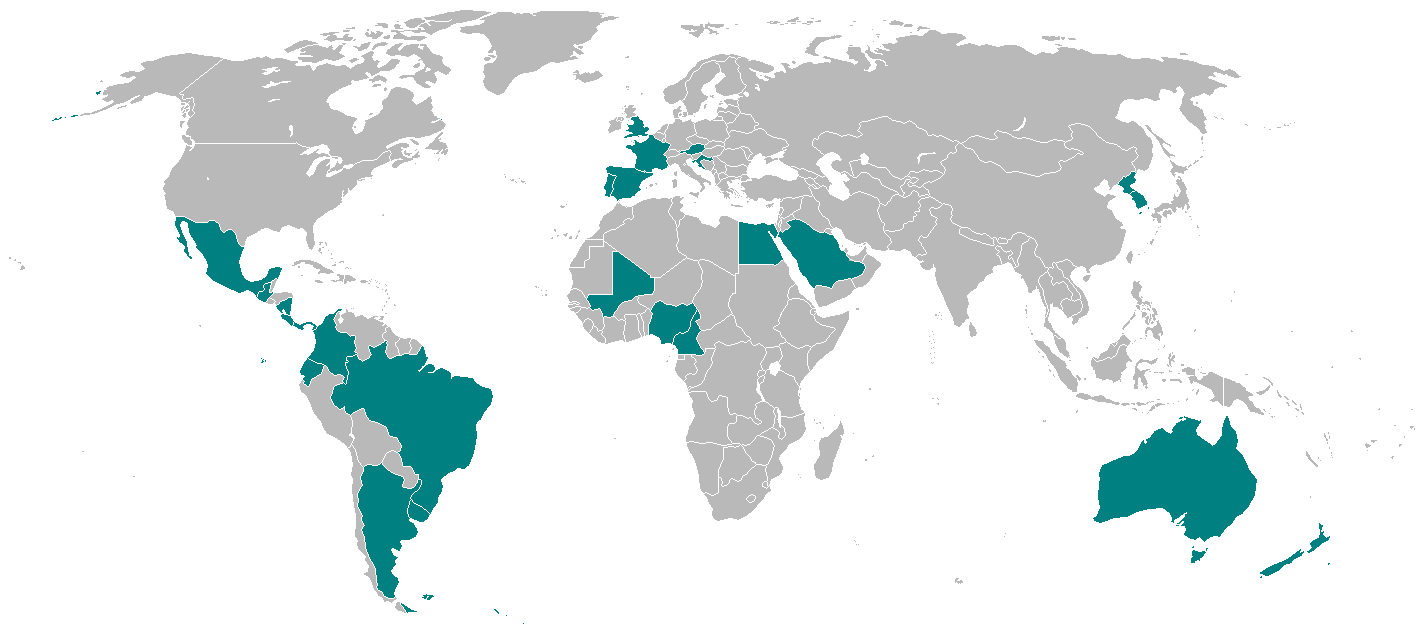
Deelnemende landen

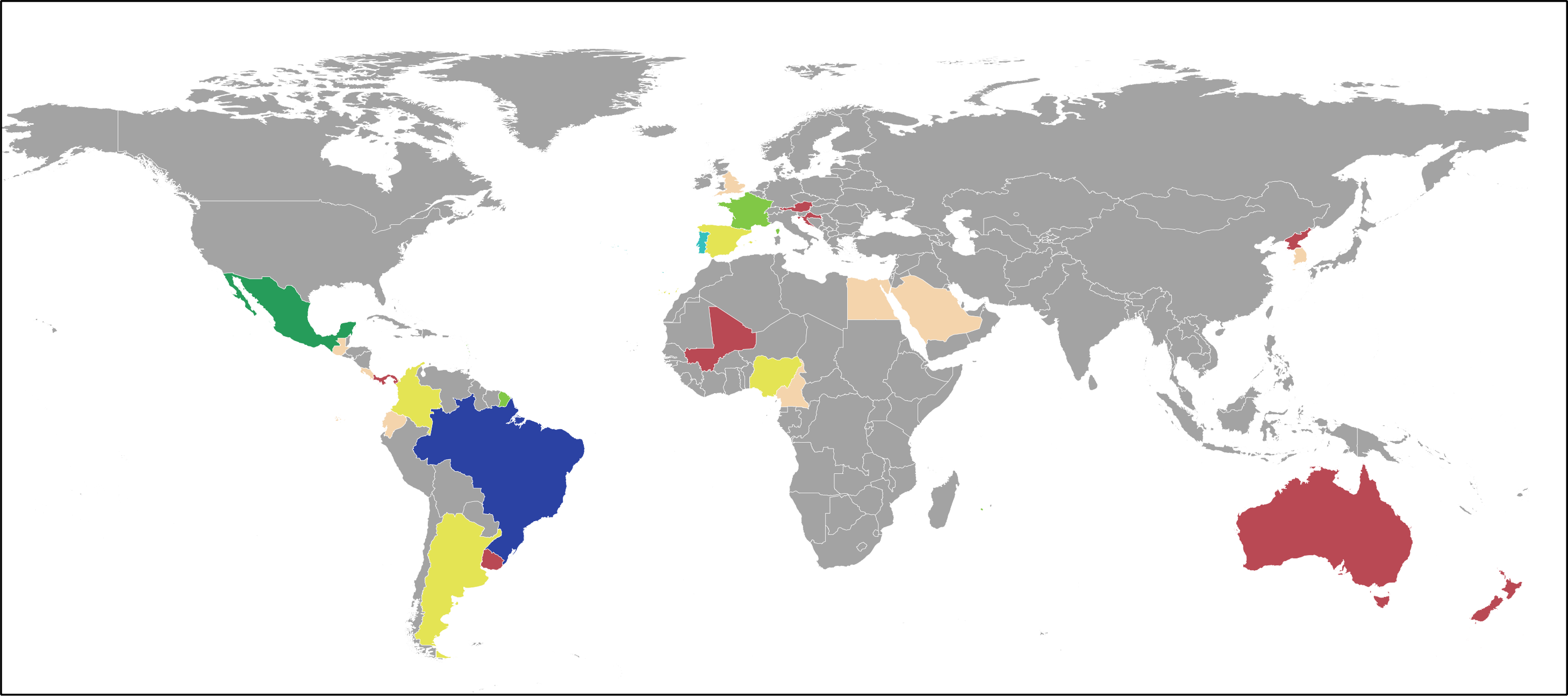
Prestaties van de deelnemende landen

| Confederatie                                   | Kwalificatietoernooi                                                                      | Gekwalificeerde landen                                |
| ---------------------------------------------- | ----------------------------------------------------------------------------------------- | ----------------------------------------------------- |
| AFC (Azië)                                     | Aziatisch kampioenschap voetbal onder 19 - 2010 China, 3–17 oktober 2010                  | Australië Noord-Korea Zuid-Korea Saoedi-Arabië        |
| CAF (Afrika)                                   | Afrikaans kampioenschap voetbal onder 20 - 2011 Zuid-Afrika,17 april – 1 mei 2011         | Mali Kameroen Egypte Nigeria                          |
| CONCACAF (Noord, Centraal-Amerika & Caribbean) | CONCACAF-kampioenschap voetbal onder 20 - 2011 Guatemala, 28 maart – 10 april 2011        | Costa Rica Mexico Panama Guatemala                    |
| CONMEBOL (Zuid-Amerika)                        | Zuid-Amerikaans kampioenschap voetbal onder 20 - 2011 Peru, 16 januari – 12 februari 2011 | Uruguay Brazilië Argentinië Ecuador                   |
| OFC (Oceanië)                                  | Oceanisch kampioenschap voetbal onder 20 - 2011 Nieuw-Zeeland, 21–29 april 2011           | Nieuw-Zeeland                                         |
| UEFA (Europa)                                  | Europees kampioenschap voetbal mannen onder 19 - 2010 Frankrijk, 18–30 juli 2010          | Spanje Frankrijk Portugal Kroatië Engeland Oostenrijk |
| Gastland                                       | Gastland                                                                                  | Colombia                                              |

## Groepsfase
De loting voor de groepsfase vond plaats op 27 april 2011, in de Julio Cesar Turbay Ayala Convention Centre in Cartagena.
Alle tijden zijn lokaal (UTC−5).

### Groep A
| Team       | AW | W | G | V | DV | DT | +/– | Pnt |
| ---------- | -- | - | - | - | -- | -- | --- | --- |
| Colombia   | 3  | 1 | 0 | 0 | 7  | 1  | +6  | 9   |
| Frankrijk  | 3  | 2 | 0 | 1 | 6  | 5  | +1  | 6   |
| Zuid-Korea | 3  | 1 | 0 | 2 | 3  | 4  | –1  | 3   |
| Mali       | 3  | 0 | 0 | 3 | 0  | 6  | −6  | 0   |

|                    |      |         |                                             |                                                                                                   |
| 30 juli 2011 17:00 | Mali | 0 – 2   | Zuid-Korea                                  | Estadio Nemesio Camacho (El Campín), Bogotá Toeschouwers: 28.000 Scheidsrechter: Mark Clattenburg |
| 30 juli 2011 17:00 |      | Verslag | 50' Kim Kyung-Jung 80' (pen.) Jang Hyun-Soo | Estadio Nemesio Camacho (El Campín), Bogotá Toeschouwers: 28.000 Scheidsrechter: Mark Clattenburg |

|                    |                                                |         |           |                                                                                                |
| 30 juli 2011 20:00 | Colombia                                       | 4 – 1   | Frankrijk | Estadio Nemesio Camacho (El Campín), Bogotá Toeschouwers: 32.257 Scheidsrechter: Peter O'Leary |
| 30 juli 2011 20:00 | Rodríguez 30' (pen.) Muriel 48', 66' Arias 64' | Verslag | 21' Sunu  | Estadio Nemesio Camacho (El Campín), Bogotá Toeschouwers: 32.257 Scheidsrechter: Peter O'Leary |

|                       |                                     |         |                  |                                                                                                |
| 2 augustus 2011 17:00 | Frankrijk                           | 3 – 1   | Zuid-Korea       | Estadio Nemesio Camacho (El Campín), Bogotá Toeschouwers: 33.158 Scheidsrechter: Wilson Seneme |
| 2 augustus 2011 17:00 | Sunu 27' Fofana 81' Lacazette 90+1' | Verslag | 59' Kim Young-Uk | Estadio Nemesio Camacho (El Campín), Bogotá Toeschouwers: 33.158 Scheidsrechter: Wilson Seneme |

|                       |                              |         |      |                                                                                             |
| 2 augustus 2011 20:00 | Colombia                     | 2 – 0   | Mali | Estadio Nemesio Camacho (El Campín), Bogotá Toeschouwers: 33.158 Scheidsrechter: Istvan Vad |
| 2 augustus 2011 20:00 | Valencia 23' Rodríguez 90+1' | Verslag |      | Estadio Nemesio Camacho (El Campín), Bogotá Toeschouwers: 33.158 Scheidsrechter: Istvan Vad |

|                       |                           |         |      |                                                                                   |
| 5 augustus 2011 20:00 | Frankrijk                 | 2 – 0   | Mali | Estadio Pascual Guerrero, Cali Toeschouwers: 31.328 Scheidsrechter: Antonio Arias |
| 5 augustus 2011 20:00 | Bakambu 70' Lacazette 77' | Verslag |      | Estadio Pascual Guerrero, Cali Toeschouwers: 31.328 Scheidsrechter: Antonio Arias |

|                       |            |         |            | |
| 5 augustus 2011 20:00 | Colombia   | 1 – 0   | Zuid-Korea | Estadio Nemesio Camacho (El Campín), Bogotá Toeschouwers: 35.745 Scheidsrechter: Markus Strömbergsson |
| 5 augustus 2011 20:00 | Muriel 37' | Verslag |            | Estadio Nemesio Camacho (El Campín), Bogotá Toeschouwers: 35.745 Scheidsrechter: Markus Strömbergsson |

### Groep B
| Team          | AW | W | G | V | DV | DT | +/– | Pnt |
| ------------- | -- | - | - | - | -- | -- | --- | --- |
| Portugal      | 3  | 2 | 1 | 0 | 2  | 0  | +2  | 7   |
| Kameroen      | 3  | 1 | 1 | 1 | 2  | 2  | 0   | 4   |
| Nieuw-Zeeland | 3  | 0 | 2 | 1 | 2  | 3  | –1  | 2   |
| Uruguay       | 3  | 0 | 2 | 1 | 1  | 2  | –1  | 2   |

|                    |            |         |                   |                                                                                    |
| 30 juli 2011 17:00 | Kameroen   | 1 – 1   | Nieuw-Zeeland     | Estadio Pascual Guerrero, Cali Toeschouwers: 35.276 Scheidsrechter: William Collum |
| 30 juli 2011 17:00 | Mbondi 33' | Verslag | 40' (e.d.) Tchaha | Estadio Pascual Guerrero, Cali Toeschouwers: 35.276 Scheidsrechter: William Collum |

|                    |          |       |         |                                                                                       |
| 30 juli 2011 20:00 | Portugal | 0 – 0 | Uruguay | Estadio Pascual Guerrero, Cali Toeschouwers: 35.276 Scheidsrechter: Abdulrahman Abdou |
| 30 juli 2011 20:00 | Verslag  |       |         | Estadio Pascual Guerrero, Cali Toeschouwers: 35.276 Scheidsrechter: Abdulrahman Abdou |

|                       |          |         |               |                                                                                  |
| 2 augustus 2011 17:00 | Uruguay  | 1 – 1   | Nieuw-Zeeland | Estadio Pascual Guerrero, Cali Toeschouwers: 28.889 Scheidsrechter: Cüneyt Çakir |
| 2 augustus 2011 17:00 | Luna 74' | Verslag | 57' Bevin     | Estadio Pascual Guerrero, Cali Toeschouwers: 28.889 Scheidsrechter: Cüneyt Çakir |

|                       |                 |         |          |                                                                                   |
| 2 augustus 2011 20:00 | Portugal        | 1 – 0   | Kameroen | Estadio Pascual Guerrero, Cali Toeschouwers: 28.889 Scheidsrechter: Antonio Arias |
| 2 augustus 2011 20:00 | N. Oliveira 18' | Verslag |          | Estadio Pascual Guerrero, Cali Toeschouwers: 28.889 Scheidsrechter: Antonio Arias |

|                       |               |         |               |                                                                                  |
| 5 augustus 2011 17:00 | Portugal      | 1 – 0   | Nieuw-Zeeland | Estadio Pascual Guerrero, Cali Toeschouwers: 31.328 Scheidsrechter: Kim Dong-Jin |
| 5 augustus 2011 17:00 | Mário Rui 31' | Verslag |               | Estadio Pascual Guerrero, Cali Toeschouwers: 31.328 Scheidsrechter: Kim Dong-Jin |

|                       |         |         |            |                                                                                              |
| 5 augustus 2011 17:00 | Uruguay | 0 – 1   | Kameroen   | Estadio Nemesio Camacho (El Campín), Bogotá Toeschouwers: 35.745 Scheidsrechter: Mark Geiger |
| 5 augustus 2011 17:00 |         | Verslag | 28' Mbongo | Estadio Nemesio Camacho (El Campín), Bogotá Toeschouwers: 35.745 Scheidsrechter: Mark Geiger |

### Groep C
| Team       | AW | W | G | V | DV | DT | +/− | Pnt |
| ---------- | -- | - | - | - | -- | -- | --- | --- |
| Spanje     | 3  | 3 | 0 | 0 | 11 | 2  | +9  | 9   |
| Ecuador    | 3  | 1 | 1 | 1 | 4  | 3  | +1  | 4   |
| Costa Rica | 3  | 1 | 0 | 2 | 4  | 9  | −5  | 3   |
| Australië  | 3  | 0 | 1 | 2 | 4  | 9  | −5  | 1   |

|                    |            |         |                                             |                                                                                  |
| 31 juli 2011 15:00 | Costa Rica | 1 – 4   | Spanje                                      | Estadio Palogrande, Manizales Toeschouwers: 14.500 Scheidsrechter: Dario Ubriaco |
| 31 juli 2011 15:00 | Ruiz 65'   | Verslag | 14', 48' Rodrigo 81' Koke 90+4' (pen.) Isco | Estadio Palogrande, Manizales Toeschouwers: 14.500 Scheidsrechter: Dario Ubriaco |

|                    |           |         |           |                                                                                    |
| 31 juli 2011 18:00 | Australië | 1 – 1   | Ecuador   | Estadio Palogrande, Manizales Toeschouwers: 17.077 Scheidsrechter: Djamel Haimoudi |
| 31 juli 2011 18:00 | Oar 89'   | Verslag | 24' Govea | Estadio Palogrande, Manizales Toeschouwers: 17.077 Scheidsrechter: Djamel Haimoudi |

|                       |         |         |                         |                                                                                  |
| 3 augustus 2011 17:00 | Ecuador | 0 – 2   | Spanje                  | Estadio Palogrande, Manizales Toeschouwers: 10.132 Scheidsrechter: Peter O'Leary |
| 3 augustus 2011 17:00 |         | Verslag | 67' Canales 85' Vázquez | Estadio Palogrande, Manizales Toeschouwers: 10.132 Scheidsrechter: Peter O'Leary |

|                       |                          |         |                            |                                                                                         |
| 3 augustus 2011 20:00 | Australië                | 2 – 3   | Costa Rica                 | Estadio Palogrande, Manizales Toeschouwers: 10.132 Scheidsrechter: Robert Schörgenhofer |
| 3 augustus 2011 20:00 | Oar 26' Calvo 64' (e.d.) | Verslag | Campbell 22', 27' 72' Ruiz | Estadio Palogrande, Manizales Toeschouwers: 10.132 Scheidsrechter: Robert Schörgenhofer |

|                       |                              |         |            |                                                                                            |
| 6 augustus 2011 17:00 | Ecuador                      | 3 – 0   | Costa Rica | Estadio Hernán Ramírez Villegas, Pereira Toeschouwers: 13.708 Scheidsrechter: Cüneyt Çakır |
| 6 augustus 2011 17:00 | Montaño 2' de Jesús 13', 69' | Verslag |            | Estadio Hernán Ramírez Villegas, Pereira Toeschouwers: 13.708 Scheidsrechter: Cüneyt Çakır |

|                       |           |         |                                                    |                                                                                  |
| 6 augustus 2011 17:00 | Australië | 1 – 5   | Spanje                                             | Estadio Palogrande, Manizales Toeschouwers: 14.548 Scheidsrechter: Wilson Seneme |
| 6 augustus 2011 17:00 | Bulut 27' | Verslag | 1' Roberto 6', 13', 18' Vázquez 31' (pen.) Canales | Estadio Palogrande, Manizales Toeschouwers: 14.548 Scheidsrechter: Wilson Seneme |

### Groep D
| Team          | AW | W | G | V | DV | DT | +/− | Pnt |
| ------------- | -- | - | - | - | -- | -- | --- | --- |
| Nigeria       | 3  | 3 | 0 | 0 | 12 | 2  | +10 | 9   |
| Saoedi-Arabië | 3  | 2 | 0 | 1 | 8  | 2  | +6  | 6   |
| Guatemala     | 3  | 1 | 0 | 2 | 1  | 11 | −10 | 3   |
| Kroatië       | 3  | 0 | 0 | 3 | 2  | 8  | −6  | 0   |

|                    |                                               |         |           |                                                                                      |
| 31 juli 2011 15:00 | Nigeria                                       | 5 – 0   | Guatemala | Estadio Centenario, Armenia Toeschouwers: 9.030 Scheidsrechter: Robert Schörgenhofer |
| 31 juli 2011 15:00 | Egbedi 8', 39' Ajagun 47' Kayode 53' Musa 76' | Verslag |           | Estadio Centenario, Armenia Toeschouwers: 9.030 Scheidsrechter: Robert Schörgenhofer |

|                    |         |         |                            |                                                                                 |
| 31 juli 2011 18:00 | Kroatië | 0 – 2   | Saoedi-Arabië              | Estadio Centenario, Armenia Toeschouwers: 9.030 Scheidsrechter: Noumandiez Doue |
| 31 juli 2011 18:00 |         | Verslag | 54' Alfahmi 69' Almuwallad | Estadio Centenario, Armenia Toeschouwers: 9.030 Scheidsrechter: Noumandiez Doue |

|                       |                                                                                     |         |           |                                                                                |
| 3 augustus 2011 17:00 | Saoedi-Arabië                                                                       | 6 – 0   | Guatemala | Estadio Centenario, Armenia Toeschouwers: 8.415 Scheidsrechter: William Collum |
| 3 augustus 2011 17:00 | Dagriri 17' Al-Fahmi 27' Al-Fatil 58' Al-Shahrani 66' Al-Ibrahim 83' Al-Dawsari 89' | Verslag |           | Estadio Centenario, Armenia Toeschouwers: 8.415 Scheidsrechter: William Collum |

|                       |                          |         |                                                |                                                                               |
| 3 augustus 2011 20:00 | Kroatië                  | 2 – 5   | Nigeria                                        | Estadio Centenario, Armenia Toeschouwers: 8.415 Scheidsrechter: Dario Ubriaco |
| 3 augustus 2011 20:00 | Lendrić 42' Kramarić 66' | Verslag | 25' Kayode 30' Suswam 62' Musa 69', 73' Nwofor | Estadio Centenario, Armenia Toeschouwers: 8.415 Scheidsrechter: Dario Ubriaco |

|                       |               |         |                       |                                                                                                 |
| 6 augustus 2011 20:00 | Saoedi-Arabië | 0 – 2   | Nigeria               | Estadio Hernán Ramírez Villegas, Pereira Toeschouwers: 13.710 Scheidsrechter: Hernando Buitrago |
| 6 augustus 2011 20:00 |               | Verslag | 45+2' Musa 85' Kayode | Estadio Hernán Ramírez Villegas, Pereira Toeschouwers: 13.710 Scheidsrechter: Hernando Buitrago |

|                       |         |         |              |                                                                                   |
| 6 augustus 2011 20:00 | Kroatië | 0 – 1   | Guatemala    | Estadio Centenario, Armenia Toeschouwers: 3.202 Scheidsrechter: Abdulrahman Abdou |
| 6 augustus 2011 20:00 |         | Verslag | 81' Ceballos | Estadio Centenario, Armenia Toeschouwers: 3.202 Scheidsrechter: Abdulrahman Abdou |

### Groep E
| Team       | AW | W | G | V | DV | DT | +/− | Pnt |
| ---------- | -- | - | - | - | -- | -- | --- | --- |
| Brazilië   | 3  | 2 | 1 | 0 | 8  | 1  | +7  | 7   |
| Egypte     | 3  | 2 | 1 | 0 | 6  | 1  | +5  | 7   |
| Panama     | 3  | 0 | 1 | 2 | 0  | 5  | −5  | 1   |
| Oostenrijk | 3  | 0 | 1 | 2 | 0  | 7  | −7  | 1   |

|                    |            |         |              | |
| 29 juli 2011 21:00 | Brazilië   | 1 – 1   | Egypte       | Estadio Metropolitano Roberto Meléndez, Barranquilla Toeschouwers: 44.569 Scheidsrechter: Cüneyt Çakır |
| 29 juli 2011 21:00 | Danilo 12' | Verslag | 26' O. Gaber | Estadio Metropolitano Roberto Meléndez, Barranquilla Toeschouwers: 44.569 Scheidsrechter: Cüneyt Çakır |

|                    |            |       |        |                                                                                        |
| 29 juli 2011 17:30 | Oostenrijk | 0 – 0 | Panama | Estadio Jaime Morón León, Cartagena Toeschouwers: 13.200 Scheidsrechter: Antonio Arias |
| 29 juli 2011 17:30 | Verslag    |       |        | Estadio Jaime Morón León, Cartagena Toeschouwers: 13.200 Scheidsrechter: Antonio Arias |

|                       |            |         |        | |
| 1 augustus 2011 17:00 | Egypte     | 1 – 0   | Panama | Estadio Metropolitano Roberto Meléndez, Barranquilla Toeschouwers: 9.299 Scheidsrechter: Kim Dong-Jin |
| 1 augustus 2011 17:00 | Hegazy 67' | Verslag |        | Estadio Metropolitano Roberto Meléndez, Barranquilla Toeschouwers: 9.299 Scheidsrechter: Kim Dong-Jin |

|                       |                                              |         |            | |
| 1 augustus 2011 20:00 | Brazilië                                     | 3 – 0   | Oostenrijk | Estadio Metropolitano Roberto Meléndez, Barranquilla Toeschouwers: 9.299 Scheidsrechter: Mark Geiger |
| 1 augustus 2011 20:00 | Henrique 37' Coutinho 52' (pen.) Willian 63' | Verslag |            | Estadio Metropolitano Roberto Meléndez, Barranquilla Toeschouwers: 9.299 Scheidsrechter: Mark Geiger |

|                       |                                           |         |        | |
| 4 augustus 2011 20:00 | Brazilië                                  | 4 – 0   | Panama | Estadio Metropolitano Roberto Meléndez, Barranquilla Toeschouwers: 15.820 Scheidsrechter: Mark Clattenburg |
| 4 augustus 2011 20:00 | Henrique 40' Coutinho 45+1', 52' Dudu 89' | Verslag |        | Estadio Metropolitano Roberto Meléndez, Barranquilla Toeschouwers: 15.820 Scheidsrechter: Mark Clattenburg |

|                       |                                 |         |            |                                                                                       |
| 4 augustus 2011 20:00 | Egypte                          | 4 – 0   | Oostenrijk | Estadio Jaime Morón León, Cartagena Toeschouwers: 15.646 Scheidsrechter: Walter Lopez |
| 4 augustus 2011 20:00 | Ghazy 31' Ibrahim 60', 62', 82' | Verslag |            | Estadio Jaime Morón León, Cartagena Toeschouwers: 15.646 Scheidsrechter: Walter Lopez |

### Groep F
| Team        | AW | W | G | V | DV | DT | +/− | Pnt |
| ----------- | -- | - | - | - | -- | -- | --- | --- |
| Argentinië  | 3  | 2 | 1 | 0 | 3  | 0  | +4  | 7   |
| Mexico      | 3  | 1 | 1 | 1 | 3  | 1  | +2  | 4   |
| Engeland    | 3  | 0 | 3 | 0 | 0  | 0  | 0   | 3   |
| Noord-Korea | 3  | 0 | 1 | 2 | 0  | 6  | −6  | 1   |

|                    |          |       |             |                                                                                        |
| 29 juli 2011 14:30 | Engeland | 0 – 0 | Noord-Korea | Estadio Atanasio Girardot, Medellín Toeschouwers: 21.860 Scheidsrechter: Wilson Seneme |
| 29 juli 2011 14:30 | Verslag  |       |             | Estadio Atanasio Girardot, Medellín Toeschouwers: 21.860 Scheidsrechter: Wilson Seneme |

|                    |            |         |        |                                                                                     |
| 29 juli 2011 17:30 | Argentinië | 1 – 0   | Mexico | Estadio Atanasio Girardot, Medellín Toeschouwers: 21.981 Scheidsrechter: István Vad |
| 29 juli 2011 17:30 | Lamela 70' | Verslag |        | Estadio Atanasio Girardot, Medellín Toeschouwers: 21.981 Scheidsrechter: István Vad |

|                       |                                                    |         |             |                                                                                               |
| 1 augustus 2011 17:00 | Mexico                                             | 3 – 0   | Noord-Korea | Estadio Atanasio Girardot, Medellín Toeschouwers: 40.943 Scheidsrechter: Markus Strömbergsson |
| 1 augustus 2011 17:00 | Ri Yong Chol 45+1' (e.d.) Guarch 54' De Buen 90+4' | Verslag |             | Estadio Atanasio Girardot, Medellín Toeschouwers: 40.943 Scheidsrechter: Markus Strömbergsson |

|                       |            |       |          |                                                                                       |
| 1 augustus 2011 20:00 | Argentinië | 0 – 0 | Engeland | Estadio Atanasio Girardot, Medellín Toeschouwers: 40.943 Scheidsrechter: Walter López |
| 1 augustus 2011 20:00 | Verslag    |       |          | Estadio Atanasio Girardot, Medellín Toeschouwers: 40.943 Scheidsrechter: Walter López |

|                       |         |       |          |                                                                                          |
| 4 augustus 2011 17:00 | Mexico  | 0 – 0 | Engeland | Estadio Jaime Morón León, Cartagena Toeschouwers: 15.646 Scheidsrechter: Djamel Haimoudi |
| 4 augustus 2011 17:00 | Verslag |       |          | Estadio Jaime Morón León, Cartagena Toeschouwers: 15.646 Scheidsrechter: Djamel Haimoudi |

|                       |                                              |         |             |                                                                                          |
| 4 augustus 2011 17:00 | Argentinië                                   | 3 – 0   | Noord-Korea | Estadio Atanasio Girardot, Medellín Toeschouwers: 11.604 Scheidsrechter: Noumandiez Doue |
| 4 augustus 2011 17:00 | Ferreyra 36' Villafáñez 84' Cirigliano 90+6' | Verslag |             | Estadio Atanasio Girardot, Medellín Toeschouwers: 11.604 Scheidsrechter: Noumandiez Doue |

### Rangschikking van derde geplaatste teams
| Gr. | Team          | AW | W | G | V | DV | DT | +/– | Pnt |
| --- | ------------- | -- | - | - | - | -- | -- | --- | --- |
| F   | Engeland      | 3  | 0 | 3 | 0 | 0  | 0  | 0   | 3   |
| A   | Zuid-Korea    | 3  | 1 | 0 | 2 | 3  | 4  | –1  | 3   |
| C   | Costa Rica    | 3  | 1 | 0 | 2 | 4  | 9  | –5  | 3   |
| D   | Guatemala     | 3  | 1 | 0 | 2 | 1  | 11 | –10 | 3   |
| B   | Nieuw-Zeeland | 3  | 0 | 2 | 1 | 2  | 3  | –1  | 2   |
| E   | Panama        | 3  | 0 | 1 | 2 | 0  | 5  | –5  | 1   |

## Knock-outfase
|  | achtste finale            | achtste finale         |                        |      | kwartfinale  | kwartfinale  |                     |                     | halve finale | halve finale |  |  | finale | finale |
|  |                           |                        |                        |      |              |              |                     |                     |              |              |  |  |        |        |
|  | 10 augustus, Barranquilla |                        |                        |      |              |              |                     |                     |              |              |  |  |        |        |
|  |                           |                        |                        |      |              |              |                     |                     |              |              |  |  |        |        |
|  | Brazilië                  | 3                      |                        |      |              |              |                     |                     |              |              |  |  |        |        |
|  | Brazilië                  | 3                      | 14 augustus, Pereira   |      |              |              |                     |                     |              |              |  |  |        |        |
|  | Saoedi-Arabië             | 0                      |                        |      |              |              |                     |                     |              |              |  |  |        |        |
|  | Saoedi-Arabië             | 0                      | Brazilië (pen.)        | 2(4) |              |              |                     |                     |              |              |  |  |        |        |
|  | 10 augustus, Manizales    |                        | Brazilië (pen.)        | 2(4) |              |              |                     |                     |              |              |  |  |        |        |
|  |                           | Spanje                 | 2(2)                   |      |              |              |                     |                     |              |              |  |  |        |        |
|  | Spanje (pen.)             | Spanje                 | 2(2)                   | 0(7) |              |              |                     |                     |              |              |  |  |        |        |
|  | Spanje (pen.)             |                        | 17 augustus, Pereira   | 0(7) |              |              |                     |                     |              |              |  |  |        |        |
|  | Zuid-Korea                | 0(6)                   |                        |      |              |              |                     |                     |              |              |  |  |        |        |
|  | Zuid-Korea                | 0(6)                   | Brazilië               | 2    |              |              |                     |                     |              |              |  |  |        |        |
|  | 9 augustus, Pereira       |                        | Brazilië               | 2    |              |              |                     |                     |              |              |  |  |        |        |
|  |                           | Mexico                 | 0                      |      |              |              |                     |                     |              |              |  |  |        |        |
|  | Kameroen                  | Mexico                 | 0                      | 1(0) |              |              |                     |                     |              |              |  |  |        |        |
|  | Kameroen                  | 13 augustus, Bogotá    |                        | 1(0) |              |              |                     |                     |              |              |  |  |        |        |
|  | Mexico (pen.)             | 1(3)                   |                        |      |              |              |                     |                     |              |              |  |  |        |        |
|  | Mexico (pen.)             | 1(3)                   | Mexico                 | 3    |              |              |                     |                     |              |              |  |  |        |        |
|  | 9 augustus, Bogotá        |                        | Mexico                 | 3    |              |              |                     |                     |              |              |  |  |        |        |
|  |                           | Colombia               | 1                      |      |              |              |                     |                     |              |              |  |  |        |        |
|  | Colombia                  | Colombia               | 1                      | 3    |              |              |                     |                     |              |              |  |  |        |        |
|  | Colombia                  |                        | 20 augustus, Bogotá    | 3    |              |              |                     |                     |              |              |  |  |        |        |
|  | Costa Rica                | 2                      |                        |      |              |              |                     |                     |              |              |  |  |        |        |
|  | Costa Rica                | 2                      | Brazilië (aet)         | 3    |              |              |                     |                     |              |              |  |  |        |        |
|  | 10 augustus, Cartagena    |                        | Brazilië (aet)         | 3    |              |              |                     |                     |              |              |  |  |        |        |
|  |                           | Portugal               | 2                      |      |              |              |                     |                     |              |              |  |  |        |        |
|  | Frankrijk                 | Portugal               | 2                      | 1    |              |              |                     |                     |              |              |  |  |        |        |
|  | Frankrijk                 | 14 augustus, Cali      |                        | 1    |              |              |                     |                     |              |              |  |  |        |        |
|  | Ecuador                   | 0                      |                        |      |              |              |                     |                     |              |              |  |  |        |        |
|  | Ecuador                   | 0                      | Frankrijk (aet)        | 3    |              |              |                     |                     |              |              |  |  |        |        |
|  | 10 augustus, Armenia      |                        | Frankrijk (aet)        | 3    |              |              |                     |                     |              |              |  |  |        |        |
|  |                           | Nigeria                | 2                      |      |              |              |                     |                     |              |              |  |  |        |        |
|  | Nigeria                   | Nigeria                | 2                      | 1    |              |              |                     |                     |              |              |  |  |        |        |
|  | Nigeria                   |                        | 17 augustus, Medellín  | 1    |              |              |                     |                     |              |              |  |  |        |        |
|  | Engeland                  | 0                      |                        |      |              |              |                     |                     |              |              |  |  |        |        |
|  | Engeland                  | 0                      | Frankrijk              | 0    |              |              |                     |                     |              |              |  |  |        |        |
|  | 9 augustus, Cali          |                        | Frankrijk              | 0    |              |              |                     |                     |              |              |  |  |        |        |
|  |                           | Portugal               | 2                      |      | derde plaats | derde plaats |                     |                     |              |              |  |  |        |        |
|  | Portugal                  | Portugal               | 2                      | 1    | derde plaats | derde plaats |                     |                     |              |              |  |  |        |        |
|  | Portugal                  | 13 augustus, Cartagena | 13 augustus, Cartagena | 1    |              |              | 20 augustus, Bogotá | 20 augustus, Bogotá |              |              |  |  |        |        |
|  | Guatemala                 | 13 augustus, Cartagena | 13 augustus, Cartagena | 0    |              |              | 20 augustus, Bogotá | 20 augustus, Bogotá |              |              |  |  |        |        |
|  | Guatemala                 | Portugal (pen.)        | 0(5)                   | 0    | Mexico       | 3            |                     |                     |              |              |  |  |        |        |
|  | 9 augustus, Medellín      | Portugal (pen.)        | 0(5)                   |      | Mexico       | 3            |                     |                     |              |              |  |  |        |        |
|  |                           | Argentinië             | 0(4)                   |      | Frankrijk    | 1            |                     |                     |              |              |  |  |        |        |
|  | Argentinië                | Argentinië             | 0(4)                   | 2    | Frankrijk    | 1            |                     |                     |              |              |  |  |        |        |
|  | Argentinië                |                        |                        | 2    |              |              |                     |                     |              |              |  |  |        |        |
|  | Egypte                    | 1                      |                        |      |              |              |                     |                     |              |              |  |  |        |        |
|  | Egypte                    | 1                      |                        |      |              |              |                     |                     |              |              |  |  |        |        |

### Achtste finales
|                       |                        |              |                     |                                                                                             |
| 9 augustus 2011 20:00 | Kameroen               | 1 – 1 (n.v.) | Mexico              | Estadio Hernán Ramírez Villegas, Pereira Toeschouwers: 20.268 Scheidsrechter: Wilson Seneme |
| 9 augustus 2011 20:00 | Ohandza 79'            | Verslag      | 81' Orrantia        | Estadio Hernán Ramírez Villegas, Pereira Toeschouwers: 20.268 Scheidsrechter: Wilson Seneme |
| 9 augustus 2011 20:00 | Strafschoppen          |              |                     | Estadio Hernán Ramírez Villegas, Pereira Toeschouwers: 20.268 Scheidsrechter: Wilson Seneme |
| 9 augustus 2011 20:00 | Ohandza Nguessi Mbondi | 0 - 3        | Torres Dávila Piñón | Estadio Hernán Ramírez Villegas, Pereira Toeschouwers: 20.268 Scheidsrechter: Wilson Seneme |

|                       |                       |         |           |                                                                                     |
| 9 augustus 2011 17:00 | Portugal              | 1 – 0   | Guatemala | Estadio Pascual Guerrero, Cali Toeschouwers: 33.294 Scheidsrechter: Djamel Haimoudi |
| 9 augustus 2011 17:00 | N. Oliveira 7' (pen.) | Verslag |           | Estadio Pascual Guerrero, Cali Toeschouwers: 33.294 Scheidsrechter: Djamel Haimoudi |

|                       |                                              |         |                    |                                                                                                   |
| 9 augustus 2011 20:00 | Colombia                                     | 3 – 2   | Costa Rica         | Estadio Nemesio Camacho (El Campín), Bogota Toeschouwers: 36.016 Scheidsrechter: Mark Clattenburg |
| 9 augustus 2011 20:00 | Muriel 56' Franco 79' Rodriguez 90+3' (pen.) | Verslag | 63' Ruiz 65' Escoe | Estadio Nemesio Camacho (El Campín), Bogota Toeschouwers: 36.016 Scheidsrechter: Mark Clattenburg |

|                       |                               |         |                  |                                                                                               |
| 9 augustus 2011 17:00 | Argentinië                    | 2 – 1   | Egypte           | Estadio Atanasio Girardot, Medellín Toeschouwers: 38.105 Scheidsrechter: Markus Strömbergsson |
| 9 augustus 2011 17:00 | Lamela 42' (pen.), 64' (pen.) | Verslag | 70' (pen.) Salah | Estadio Atanasio Girardot, Medellín Toeschouwers: 38.105 Scheidsrechter: Markus Strömbergsson |

|                        |            |         |          |                                                                                |
| 10 augustus 2011 17:00 | Nigeria    | 1 – 0   | Engeland | Estadio Centenario, Armenia Toeschouwers: 18.187 Scheidsrechter: Antonio Arias |
| 10 augustus 2011 17:00 | Egbedi 52' | Verslag |          | Estadio Centenario, Armenia Toeschouwers: 18.187 Scheidsrechter: Antonio Arias |

|                        |                                                 |              | |                                                                                |
| 10 augustus 2011 17:00 | Spanje                                          | 0 – 0 (n.v.) | Zuid-Korea                                                                                                 | Estadio Palogrande, Manizales Toeschouwers: 23.360 Scheidsrechter: Mark Geiger |
| 10 augustus 2011 17:00 | Verslag                                         |              | | Estadio Palogrande, Manizales Toeschouwers: 23.360 Scheidsrechter: Mark Geiger |
| 10 augustus 2011 17:00 | Strafschoppen                                   |              | | Estadio Palogrande, Manizales Toeschouwers: 23.360 Scheidsrechter: Mark Geiger |
| 10 augustus 2011 17:00 | Tello Recio Koke Vázquez Isco Bartra Amat Romeu | 7 – 6        | Jung Seung-Yong Nam Seung-Woo Lee Ki-Je Kim Jin-Su Jang Hyun-Soo Min Sang-Gi Baek Sung-Dong Kim Kyung-Jung | Estadio Palogrande, Manizales Toeschouwers: 23.360 Scheidsrechter: Mark Geiger |

|                        |                                 |         |               | |
| 10 augustus 2011 20:00 | Brazilië                        | 3 – 0   | Saoedi-Arabië | Estadio Metropolitano Roberto Meléndez, Barranquilla Toeschouwers: 36.269 Scheidsrechter: István Vad |
| 10 augustus 2011 20:00 | Henrique 46' Silva 69' Dudu 86' | Verslag |               | Estadio Metropolitano Roberto Meléndez, Barranquilla Toeschouwers: 36.269 Scheidsrechter: István Vad |

|                        |               |         |         |                                                                                       |
| 10 augustus 2011 20:00 | Frankrijk     | 1 – 0   | Ecuador | Estadio Jaime Morón León, Cartagena Toeschouwers: 15.881 Scheidsrechter: Kim Dong-Jin |
| 10 augustus 2011 20:00 | Griezmann 75' | Verslag |         | Estadio Jaime Morón León, Cartagena Toeschouwers: 15.881 Scheidsrechter: Kim Dong-Jin |

### Kwartfinales
|                        |                                   |         |            |                                                                                               |
| 13 augustus 2011 20:00 | Mexico                            | 3 – 1   | Colombia   | Estadio Nemesio Camacho (El Campín), Bogotá Toeschouwers: 35.501 Scheidsrechter: Cüneyt Çakir |
| 13 augustus 2011 20:00 | Torres 37' (pen.) Rivera 69', 88' | Verslag | 60' Zapata | Estadio Nemesio Camacho (El Campín), Bogotá Toeschouwers: 35.501 Scheidsrechter: Cüneyt Çakir |

|                        |                                                         |              |                                                    |                                                                                        |
| 13 augustus 2011 17:00 | Portugal                                                | 0 – 0 (n.v.) | Argentinië                                         | Estadio Jaime Morón León, Cartagena Toeschouwers: 15.946 Scheidsrechter: Peter O'Leary |
| 13 augustus 2011 17:00 | Verslag                                                 |              |                                                    | Estadio Jaime Morón León, Cartagena Toeschouwers: 15.946 Scheidsrechter: Peter O'Leary |
| 13 augustus 2011 17:00 | Strafschoppen                                           |              |                                                    | Estadio Jaime Morón León, Cartagena Toeschouwers: 15.946 Scheidsrechter: Peter O'Leary |
| 13 augustus 2011 17:00 | Reis Danilo Roderick Rafa N. Oliveira Tiago S. Oliveira | 5 – 4        | Lamela Iturbe Nervo Pirez Ruiz Vuletich Tagliafico | Estadio Jaime Morón León, Cartagena Toeschouwers: 15.946 Scheidsrechter: Peter O'Leary |

|                        |                               |              |                             |                                                                                            |
| 14 augustus 2011 18:00 | Brazilië                      | 2 – 2 (n.v.) | Spanje                      | Estadio Hernán Ramírez Villegas, Pereira Toeschouwers: 29.318 Scheidsrechter: Walter López |
| 14 augustus 2011 18:00 | Willian 35' Dudu 100'         | Verslag      | 57' Rodrigo 102' Vázquez    | Estadio Hernán Ramírez Villegas, Pereira Toeschouwers: 29.318 Scheidsrechter: Walter López |
| 14 augustus 2011 18:00 | Strafschoppen                 |              |                             | Estadio Hernán Ramírez Villegas, Pereira Toeschouwers: 29.318 Scheidsrechter: Walter López |
| 14 augustus 2011 18:00 | Casimiro Danilo Henrique Dudu | 4 – 2        | Amat Roberto Bartra Vázquez | Estadio Hernán Ramírez Villegas, Pereira Toeschouwers: 29.318 Scheidsrechter: Walter López |

|                        |                                 |              |                   |                                                                                   |
| 14 augustus 2011 15:00 | Frankrijk                       | 3 – 2 (n.v.) | Nigeria           | Estadio Pascual Guerrero, Cali Toeschouwers: 33.007 Scheidsrechter: Darío Ubriaco |
| 14 augustus 2011 15:00 | Lacazette 50', 104' Fofana 102' | Verslag      | 90+3', 111' Ejike | Estadio Pascual Guerrero, Cali Toeschouwers: 33.007 Scheidsrechter: Darío Ubriaco |

### Halve finales
|                        |                   |         |        |                                                                                                |
| 17 augustus 2011 20:00 | Brazilië          | 2 – 0   | Mexico | Estadio Hernán Ramírez Villegas, Pereira Toeschouwers: 29.812 Scheidsrechter: Mark Clattenburg |
| 17 augustus 2011 20:00 | Henrique 80', 84' | Verslag |        | Estadio Hernán Ramírez Villegas, Pereira Toeschouwers: 29.812 Scheidsrechter: Mark Clattenburg |

|                        |           |         |                                  |                                                                                       |
| 17 augustus 2011 17:00 | Frankrijk | 0 – 2   | Portugal                         | Estadio Atanasio Girardot, Medellín Toeschouwers: 40.589 Scheidsrechter: Cüneyt Çakır |
| 17 augustus 2011 17:00 |           | Verslag | 9' Danilo 40' (pen.) N. Oliveira | Estadio Atanasio Girardot, Medellín Toeschouwers: 40.589 Scheidsrechter: Cüneyt Çakır |

### Troostfinale
|                        |                                    |         |           |                                                                                                |
| 20 augustus 2011 16:00 | Mexico                             | 3 – 1   | Frankrijk | Estadio Nemesio Camacho (El Campín), Bogotá Toeschouwers: 36.085 Scheidsrechter: Antonio Arias |
| 20 augustus 2011 16:00 | Dávila 12' Enríquez 49' Rivera 71' | Verslag |           | Estadio Nemesio Camacho (El Campín), Bogotá Toeschouwers: 36.085 Scheidsrechter: Antonio Arias |

### Finale
|                              |                     |              |                         | |
| 20 augustus 2011 20:00 UTC−5 | Brazilië            | 3 – 2 (n.v.) | Portugal                | Estadio Nemesio Camacho (El Campín), Bogotá Toeschouwers: 36.058 Scheidsrechter: Mark Geiger (Verenigde Staten) |
| 20 augustus 2011 20:00 UTC−5 | Oscar 5', 78', 111' |              | 9' Alex 59' N. Oliveira | Estadio Nemesio Camacho (El Campín), Bogotá Toeschouwers: 36.058 Scheidsrechter: Mark Geiger (Verenigde Staten) |

| Brazilië | Portugal |

| Brazilië:      |    |                   |       |
|                |    |                   |       |
| GK             | 1  | Gabriel           |       |
| RB             | 2  | Danilo            |       |
| CB             | 3  | Bruno Uvini       |       |
| CB             | 4  | Juan Jesus        | 74'   |
| LB             | 16 | Gabriel Silva     | 46'   |
| RW             | 11 | Oscar             |       |
| CM             | 8  | Casemiro          |       |
| CM             | 5  | Fernando          |       |
| LW             | 10 | Philippe Coutinho | 62'   |
| CF             | 9  | Willian José      | 46'   |
| CF             | 19 | Henrique          | 45+1' |
| Wisselspelers: |    |                   |       |
| MF             | 14 | Allan             | 46'   |
| FW             | 20 | Guilherme Negueba | 46'   |
| MF             | 7  | Dudu              | 62'   |
| Coach:         |    |                   |       |
| Ney Franco     |    |                   |       |

| Portugal:      |    |                 |          |
|                |    |                 |          |
| GK             | 1  | Mika            |          |
| RB             | 8  | Cédric Soares   | 57'      |
| CB             | 4  | Nuno Reis       |          |
| CB             | 5  | Roderick        | 28'      |
| LB             | 20 | Mário Rui       |          |
| DM             | 15 | Danilo Pereira  |          |
| DM             | 2  | Pelé            | 36'      |
| CM             | 10 | Saná            | 88' 100' |
| RW             | 17 | Sérgio Oliveira | 38'      |
| CF             | 7  | Nélson Oliveira | 98'      |
| LW             | 14 | Alex            | 82'      |
| Wisselspelers: |    |                 |          |
| MF             | 6  | Júlio Alves     | 57' 85'  |
| FW             | 11 | Rui Caetano     | 82'      |
| MF             | 18 | Ricardo Dias    | 100'     |
| Coach:         |    |                 |          |
| Ilídio Vale    |    |                 |          |

| 2011 FIFA U20 Wereldkampioenschap |
| --------------------------------- |
| Brazilië 5e titel                 |